# ジョシュ・ストラウス
ジョシュ・ストラウス（Josh Strauss、1986年10月23日 - ）は、スーパーラグビーのブルズに所属するラグビー選手。  

## プロフィール
- 南アフリカ・ベルビル出身。
- ポジションはフランカー(FL)、ナンバーエイト(No.8)。
- 身長 193cm、体重 117kg
- スコットランド代表キャップは24（2020年6月現在）でラグビーワールドカップ2015のスコットランド代表に選ばれた[1]。
- バーバリアンズに選ばれたことがある[2]。

## 略歴
ロン＝ル＝ソーニエ、ボーランド・カヴァリアーズ、ゴールデン・ライオンズ、ライオンズ、グラスゴー・ウォリアーズ、セール・シャークス、スタッド・フランセを経て、2020年、ブルズに加入。  